# Crusaders Football Club (1859)
Il Crusaders Football Club era una società calcistica inglese con sede a Londra. Fu un membro fondatore della Federcalcio inglese.

## Storia

### Prima della Federcalcio
Il club è stato fondato nel 1859 come club calcistico riservato ai ragazzi della Westminster School e dell'Eton College. la prima partita dispuatata contro una squadra esterna fu contro la Charterhouse School nel gennaio 1863, all'Under Green di Charterhouse, che i Crusaders vinsero 1-0.
La prima partita contro un club fu una vittoria per 2-0 contro il No Names Club il 21 febbraio 1863, con i Crusaders che schierarono 12 uomini e No Names 13.
Un esempio della flessibilità dell'appartenenza a un club e del fatto che i giocatori non sono vincolati a un'unica organizzazione, è mostrato dal pareggio 0-0 dei Crusaders contro la Westminster School il 7 ottobre 1863 e, tre giorni dopo, 4 giocatori dei Crusaders, 3 dei Giocatori di Westminster, 3 riserve di Westminster formano gli undici del Elizabethan Club per un pareggio 1-1 alla Forest School. 

### Fondazione della Football Association
Nel 1863 i Crusaders furono tra i membri fondatori della Football Association. Il club però divenne meno attivo, giocando quasi tutte le sue partite contro squadre scolastiche; verso la metà del 1866 il club era considerato sciolto.
Nel novembre 1866, il club giocò contro il Civil Service al Battersea Park, in cui il Crusaders perse 2-0. Le uniche altre partite giocate dal club nel 1866-67 furono le solite partite contro Charterhouse e Westminster School.
Nel dicembre 1868 giocarono contro i Wanderers al campo di Westminster a Vincent Square, i Crusaders persero 3-0 contro il Wanderers. Il club affrontò anche i Royal Engineers nel febbraio 1869 pareggiando 0-0, anche se i Crusaders non fecero nessun tiro in porta. 
La stagione 1869-70 si rivelò l'ultima del club. Riuscì a radunare solo sei giocatori per la partita contro Westminster School, e non si presentò affatto alla partita contro Charterhouse. Sorprendentemente, il club batté i Wanderers al Kennington Oval nel dicembre 1869, peraltro grazie agli stessi Wanderers che prestarono due giocatori ai Crusaders, per rendere la partita 8 contro 8. 
Il club giocò altre due partite, l'ultima fu una vittoria per 2-1 contro il Merton College di Oxford nel febbraio 1870. Successivamente tutti i giocatori se ne andarono in altri club ponendo fine alla sua esistenza.